# Février 1945 (guerre mondiale)
Chronologie de la Seconde Guerre mondiale
Janvier 1945 - février 1945 -  Mars 1945

## Événements
- 3 février : 
  - Important bombardement américain sur Berlin : 2 264 tonnes de bombes larguées font 22 000 victimes.
  - La 1re division de cavalerie américaine prend sur le fleuve Tuliahan un pont conduisant à la ville, débutant ainsi la bataille de Manille.

- 4 février : 
  - Conférence de Yalta réunissant en secret les États-Unis, le Royaume-Uni et l'URSS (4-11 fév.) représentés par Roosevelt, Churchill et Staline. Les Alliés s'engagent à organiser des élections libres en Europe, après la victoire, en fait ils se sont partagé les zones d'influence en Europe entre les États-Unis et l'Union soviétique.
  - Japon: Bombardement aérien sur Kobe dans la nuit du 3 au 4 février. 151,5 tonnes de bombes incendiaires au napalm et 14,7 tonnes de bombes à fragmentation ont été larguées sur Kobe par des bombardiers B-29. Ce premier raid préfigure les raids futurs sur d'autres villes du pays.La zone urbaine a été touchée (864 bâtiments résidentiels), ainsi que vingt usines et sept autres bâtiments totalement détruits. Selon les Japonais, il y aurait eu 38 morts et 150 blessés. 4 350 personnes se seraient trouvées sans-abri.

- 9 février : 
  - L'U-864 allemand est coulé, l'opération Caesar échoue.

- 10 février :
  - Le paquebot allemand Steuben, transformé en transport de troupes, est coulé en mer Baltique par un sous-marin soviétique alors qu'il ramenait vers Kiel des réfugiés et blessés de Prusse-Orientale. Le naufrage fera entre 3000 et 4 000 victimes.

- 13 février :
  - Reddition de la garnison germano-hongroise de Budapest.

- 13 février : 
  - Déclenchement des bombardements britanniques et américains sur Dresde.

- 15 février :
  - Arrêt des opérations de bombardement allié sur Dresde.
  - Mise en place des cours martiales mobiles dans le Reich en déliquescence ; Otto Georg Thierack légalise la justice d'exception déjà en vigueur dans les régions envahies.

- 16 février :
- début de la seconde bataille de Corregidor aux Philippines.

- 19 février : 
  - Les Marines américains débarquent à Iwo Jima.

- 21 février :
  - Bombardement de Worms par 324 bombardiers de la Royal Air Force, qui ont déversé 936 tonnes de bombes explosives et incendiaires causant 239 morts.

- 22 février :
  - Lancement de l'opération Clarion, campagne de bombardements massifs menée par les Britanniques et les Américains sur les infrastructures de transport en Allemagne ;
  - Mort de Jacques Doriot dans sa voiture mitraillée par un avion inconnu près de Mengen en Allemagne.

- 23 février : 
  - Les forces américaines érigent le drapeau américain au mont Suribachi sur Iwo Jima ;
  - Le torpilleur français La Combattante est coulé par une mine en mer du Nord ;
  - Fin de l'opération Clarion.
  - Bombardement de Pforzheim par 379 avions de la Royal Air Force : plus de 17 600 habitants tués.
  - La Turquie déclare la guerre à l'Allemagne et au Japon.

- 24 février
  - Reddition des derniers défenseurs de Posen, acculés dans la citadelle. Cette reddition marque la fin des opérations militaires dans la ville.
  - Dernière rencontre entre Hitler et l'ensemble des Gauleiter : à l'issue de cette rencontre, les Gauleiter présents bénéficient de pouvoirs renforcés.

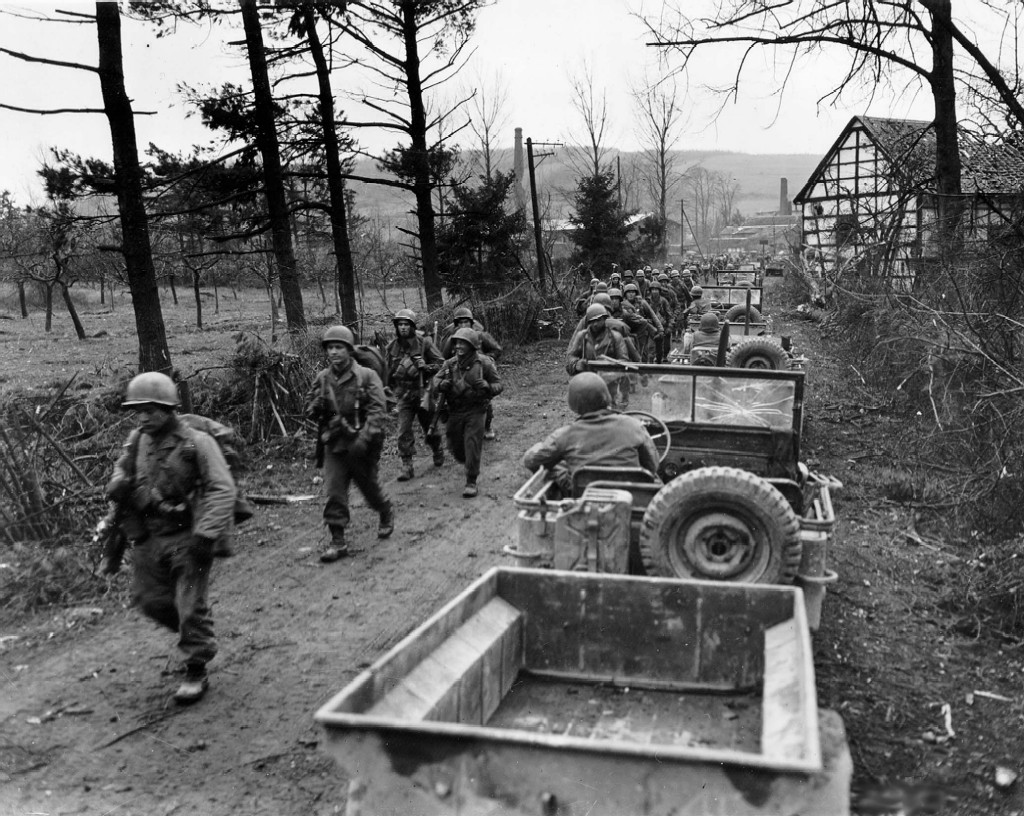
Ces G.I.'s de la 1re division d'infanterie intégrés à la 1re armée en progression vers Frauwullesheim, en Rhénanie du Nord, le 28 février 1945, croisent une colonne de jeeps Willys MB. Avec le Victory Program, 640 000 jeeps (General Purpose) seront construites.